# Photuris versicolor
Photuris versicolor là một loài bọ cánh cứng thuộc họ Đom đóm (Lampyridae). Loài này được Fabricius miêu tả khoa học năm 1798.